# Put u visoko društvo (1959.)
Put u visoko društvo (eng. Room at the Top) je britanska drama iz 1959. godine temeljena na istoimenoj knjizi autora Johna Brainea. Scenarij je napisao Neil Paterson, a iako je nepotpisan Mordecail Richler je također surađivao u adaptaciji. Film je režirao Jack Clayton, a producirali James Woolf i John Woolf.
U filmu su glavne uloge ostvarili Simone Signoret, Laurence Harvey, Heather Sears, Donald Wolfit, Donald Houston i Hermione Baddeley. Za svoju je ulogu Signoret osvojila prestižnu filmsku nagradu Oscar za najbolju glumicu, dok je performansa glumice Baddeley postala najkraćom ikad nominiranom za glumački Oscar (ona u filmu glumi svega dvije minute i dvadeset sekundi). 

## Radnja
Kasnih 40-ih godina u Yorkshireu u Engleskoj, ambiciozni mladić Joe Lampton (Laurence Harvey) upravo se preselio iz dosadnog tvorničkog grada Duftona u Warley gdje se zapošljava na sigurnom, ali malo plaćenom državničkom poslu. Odlučan u tome da uspije i ignorirajući upozorenja svog kolege Soamesa (Donald Houston), Joea započne privlačiti Susan Brown (Heather Sears), kćerka lokalnog industrijskog magnata gdina Browna (Donald Wolfit). Gospodin Brown, kako bi ograničio Joeovo uspinjanje na društvenoj ljestvici, šalje svoju kćerku u inozemstvo, a za to vrijeme Joe utjehu pronalazi u Alie Aisgill (Simone Signoret), nesretno udanoj ženi koja se u njega zaljubljuje.
Kada se Susan vrati s praznika nedugo nakon što se ljubavnici Joe i Alice posvađaju, Joe zavodi Susan, ali se ubrzo vraća Alice. Otkrivši da je Susan trudna, gdin Brown prvo pokušava potkupiti Joea, a nakon toga ga prisiljava da se odrekne Alice i oženi njegovu trudnu kćer. Napuštena i slomljena srca, Alice započne piti, a sve kulminira prometnom nesrećom u kojoj pogiba. Izbezubljeni Joe prvo nestaje, a nakon toga ga u gradu prebije skupina nasilnika nakon što se pijan upucavao jednoj od njihovih prijateljica. Spašava ga kolega Soames baš u vrijeme kada se Joe i Susan trebaju vjenčati, što se na kraju i događa.

## Glumačka postava
- Laurence Harvey - Joe Lampton
- Simone Signoret - Alice Aisgill
- Heather Sears  - Susan Brown
- Donald Wolfit  - gdin Brown
- Donald Houston  - Charlie Soames
- Hermione Baddeley  - Elspeth
- Allan Cuthbertson  - George Aisgill
- Raymond Huntley  - gdin Hoylake
- John Westbrook  - Jack Wales
- Ambrosine Phillpotts  - gđa Brown
- Richard Pasco  - Teddy
- Delena Kidd - Eva
- Ian Hendry  - Cyril
- April Olrich  - Mavis
- Mary Peach  - June Samson

## Adaptacija
Postoje određene razlike u filmu s obzirom na Braineov roman. Njegov prijatelj Charles kojeg u filmu upoznaje u Warnleyju je u knjizi njegov prijatelj iz rodnog grada Duftona. U romanu grad Warnley se zove Warley. Također je puno više vremena posvećeno njegovom boravku kod gđe Thompson kod koje je u romanu on sam sredio boravak, a ne kao što mu je u filmu to sredio Charles. U knjizi je dosta značajna sama soba te je posebno naglašena na početku romana; soba gđe Thompson geografski je označena da se nalazi "na vrhu" Warleyja te služi kao metafora za Lamptonovu ambiciju da se uspne društvenom ljestvicom. 

## Pozadina i produkcija
Film Put u visoko društvo danas se smatra prvim primjerom britanskog novog vala koji su označile realistične i tmurne drame. Snimljen je u studijima Shepperton u Londonu te na lokacijama u Halifaxu (Yorkshire) koji je "glumio" izmišljene gradiće Warnley i Dufton. Pojedine scene snimljene su i u Bradfordu, pogotovo one kada Joe putuje autobusom i vidi Susan u dućanu s donjim rubljem te ispred amaterskog dramskog kazališta. Veliko imanje Greystones u Savile Parku u Halifaxu poslužilo je kao lokacija za snimanje eksternih scena imanja obitelji Brown. Željeznička stanica u Halifaxu "glumila" je Warnley stanicu u filmu, a gradska vijećnica u Halifaxu je upotrijebljena za gradsku vijećnicu Warnleyja. 
Glumici Vivien Leigh prvo je ponuđena uloga Alice, ali ju je na kraju dobila Simone Signoret. 

## Kritike
Zbog relativno snažnog seksualnog sadržaja film je dobio certifikat "X", ali ga je na vrijeme spasila udruga britanskih prikazivača koja ga je odlučila prikazivati, a sam film postao je iznenađujući box-office hit. Film je bio kritički uspjeh, a označio je početak filmske karijere Jacka Claytona kao važnog britanskog redatelja.
Snimljen je i nastavak, Life at the Top prikazan 1965. godine.

## Nominacije i nagrade

### Oscar
Film Put u visoko društvo imao je 6 nominacija za prestižnu filmsku nagradu Oscar, a osvojio je dvije:
- Najbolja glumica - Simone Signoret
- Najbolji adaptirani scenarij - Neil Paterson
- Najbolji film - James Woolf i John Woolf
- Najbolji redatelj - Jack Clayton
- Najbolji glumca - Laurence Harvey
- Najbolja sporedna glumica - Hermione Baddeley

### BAFTA
Film Put u visoko društvo imao je sedam nominacija za britansku nagradu BAFTA, a osvojio je tri:
- Najbolji film
- Najbolji britanski film
- Najbolja strana glumica - Simone Signoret
- Najbolji britanski glumac - Laurence Harvey
- Najbolji britanski glumac - Donald Wolfit
- Najbolja britanska glumica - Hermione Baddeley
- Najbolja nova glumačka zvijezda - Mary Peach

### Filmski festival u Cannesu
Na filmskom festivalu u Cannesu Simone Signoret proglašena je najboljom glumicom, a sam film nominiran je za Zlatnu palmu. 

## Vanjske poveznice
- Put u visoko društvo u internetskoj bazi filmova IMDb-a
- Put u visoko društvo (1959.) na Rotten Tomatoes
- Put u visoko društvo at BFI Screenonline